# プテラスピス
プテラスピス(Pteraspis)は、古生代デボン紀前期に生息していた無顎類の絶滅した属。
無顎口上綱・無顎綱・翼甲形亜綱・異甲目。体長25センチメートルほど。頭部から肩にかけて、平たい三角形の外骨格で覆われ、三角形の左右の端と背中部分に棘が1本ずつ生えている。
化石は当時海洋環境であったとみられる地域から発見されることが多いが、P. rostrataは氾濫原を蛇行する川であったとみられる地域から化石が発見されている。